# Podoleanske, Vinkivți
Podoleanske (în ucraineană Подолянське) este un sat în așezarea urbană Vinkivți din regiunea Hmelnîțkîi, Ucraina.

## Demografie
Componența lingvistică a localității Podoleanske
     Ucraineană (99,04%)
     Alte limbi (0,96%)
Conform recensământului din 2001, majoritatea populației localității Podoleanske era vorbitoare de ucraineană (99,04%), existând în minoritate și vorbitori de alte limbi.